# Mare de Déu dels Àngels (la Vall d'Alba)
L'Església Parroquial de la Mare de Déu dels Àngels, situada en la pedania de la Barona, en el municipi de la Vall d'Alba, a la comarca de la Plana Alta, és un temple catòlic catalogat com Bé de Rellevància Local segons la Disposició Addicional Cinquena de la Llei 5/2007, de 9 de febrer, de la Generalitat, de modificació de la Llei 4/1998, d'11 de juny, del Patrimoni Cultural Valencià (DOCV Núm. 5.449 / 13/02/2007), i, amb codi 12.05.124-002.
La parròquia de la Mare de Déu dels Àngels, que té com a edifici un temple construït en el nucli poblacional de la Barona, actualment depenent del municipi de la Vall d'Alba, data de l'any 1959, i es va edificar sobre les restes d'altres temples anteriors que se situaven en la pedania. Ja existia al segle xvii, (1688), una capella-ermita que més tard, ja en ple segle xx, (1921), es va  ampliar a les noves necessitats del nucli poblacional, de manera que novament es va d'haver d'ampliar l'any 1976, quan quedà tal com es pot veure en l'actualitat.
El temple posseeix un arxiu censat en el Cens-guia d'Arxius d'Espanya i Iberoamèrica.
També cal destacar el llenç de la Verge sedente amb Nen i Ángeles, del segle xviii, que es conserva al seu interior.
Durant l'any 2011, i gràcies a la donació d'un veí de la pedania, es va inaugurar el rellotge de la parròquia i es va aconseguir que les campanadas de les hores es poguessin sentir per gairebé tot el poble.
Les festes de la Barona coincideixen amb la festivitat de la Verge dels Àngels i se celebren entorn del 2 d'agost, data d'aquesta festivitat.